# SS-Truppenübungsplatz Moorlager
Koordinaten: 52° 43′ 20″ N, 24° 53′ 2″ O

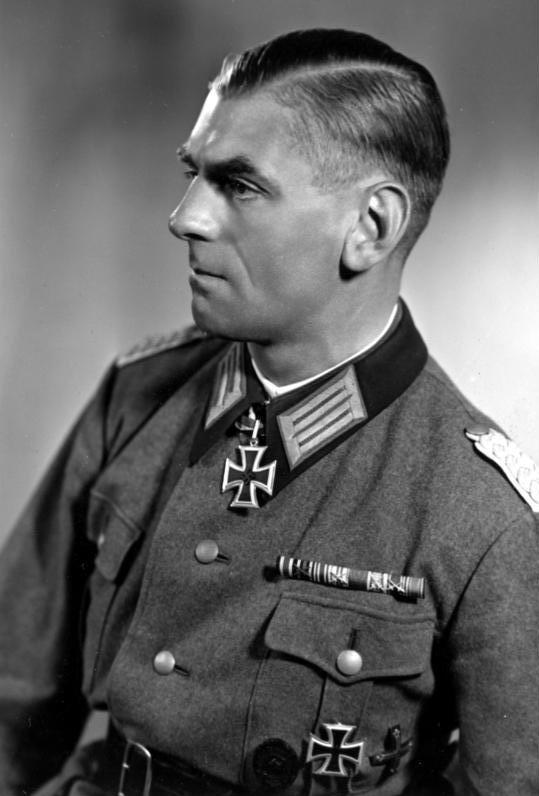
SS-Standartenführer Rudolf Pannier war 1944 Kommandeur des Truppenübungsplatzes

Der SS-Truppenübungsplatz Moorlager wurde vom 17. September 1943, einen Monat nach der britischen Bombardierung der Heeresversuchsanstalt Peenemünde,  in der Nähe des Ortes Bereza-Kartuska im Bezirk Bialystok eingerichtet. Auf dem Gelände befand sich ursprünglich ein sowjetischer Truppenübungsplatz. Nachdem Ende 1942/Anfang 1943 mit einer erheblichen personellen Verstärkung der Waffen-SS begonnen wurde, mussten dadurch auch mehr Unterkünfte und Ausbildungsmöglichkeiten geschaffen werden. Im SS-Führungshauptamt wurde daher beschlossen, vier neue Truppenübungsplätze zu errichten: Zu diesen zählten die SS-Truppenübungsplätze Kurmark bei Lieberose in Brandenburg, Westpreußen bei Bruß in Westpreußen und Seelager in Dondangen (Lettland) und Moorlager bei Bereza Kartuska im Generalgouvernement Polen. In welchem Ausmaß Zwangsarbeiter zum Ausbau des Truppenübungsplatzes eingesetzt wurden, ist bis heute nicht abschließend geklärt. Der Übungsplatz wurde im September 1944 vor der anrückenden Roten Armee geräumt.